# Norops exsul
Norops exsul är en ödleart som beskrevs av  Fernando A. Arosemena och IBANEZ 1994. Norops exsul ingår i släktet Norops och familjen Polychrotidae. Inga underarter finns listade i Catalogue of Life.